# Canton de Mussy-sur-Seine
Le canton de Mussy-sur-Seine est une ancienne division administrative française, située dans le département de l'Aube en région Champagne-Ardenne.

## Géographie
Ce canton était organisé autour de Mussy-sur-Seine dans l'arrondissement de Troyes. 

## Histoire
Par le décret du 21 février 2014, le canton est supprimé à compter des élections départementales de mars 2015. Il est englobé dans le canton de Bar-sur-Seine.

## Administration

### conseillers généraux de 1833 à 2015
| Période     | Période      | Identité                                   | Étiquette                                 | Qualité                                                                                |
| ----------- | ------------ | ------------------------------------------ | ----------------------------------------- | -------------------------------------------------------------------------------------- |
| 1833        | 1852         | Jean-Baptiste Monginet                     |                                           | Notaire, juge de paix - Maire de Mussy-sur-Seine                                       |
| 1852        | 1868 (décès) | Charles Moysen de La Laurencie (1817-1868) |                                           | Propriétaire - Maire de Mussy-sur-Seine                                                |
| 1868        | 1870         | Antoine Grosjean                           |                                           | Juge de paix à Mussy-sur-Seine                                                         |
| 1870        | 1871         | Auguste Thoureau                           |                                           | Maire de Polisy                                                                        |
| 1871        | 1873 (décès) | Antoine Grosjean                           |                                           | Propriétaire à Mussy-sur-Seine                                                         |
| 1873        | 1907         | René Petit de Bantel                       | Droite bonapartiste                       | Propriétaire à Mussy-sur-Seine                                                         |
| 1907        | 1919         | Paul Meunier                               | SFIO                                      | Avocat, député (1902-1919) Maire de Saint-Parres-lès-Vaudes                            |
| 1919        | 1940         | Lucien Régnier                             | Rad                                       | Industriel à Gyé-sur-Seine                                                             |
|             |              |                                            |                                           |                                                                                        |
| 1945        | 1949         | Marcel Noël                                | PCF                                       | Député (1946-1958)                                                                     |
| 1949        | 1956 (décès) | Henri Demussy                              | RGR                                       | Minotier Directeur de la coopérative agricole du Barséquanais                          |
| 13 mai 1956 | 1973 (décès) | Marcel Noël                                | PCF puis Soc.ind. (quitte le PCF en 1965) | Mécanicien Député (1946-1958) Maire de Mussy-sur-Seine (1965-1973)                     |
| 1973        | 1985         | André Collin                               | PS                                        | Maire de Plaines-Saint-Lange                                                           |
| 1985        | 2011         | Alain Deroin                               | UDF puis NC                               | Chef d'entreprise Maire de Gyé-sur-Seine depuis 1995 Vice-président du Conseil général |
| 2011        | 2015         | Henri Petit de Bantel                      | DVD                                       | Général de brigade (CR) Maire de Mussy-sur-Seine depuis 2008                           |

### Conseillers d'arrondissement (de 1833 à 1940)
Le canton de Mussy appartenait à l'arrondissement de Bar-sur-Seine jusqu'à sa disparition en 1926.
| Période                                  | Période | Identité                                           | Étiquette | Qualité |
| ---------------------------------------- | ------- | -------------------------------------------------- | --------- | --- |
| 1833                                     |         | Jean-Baptiste Claude Millot-Bellorgeot (1776-1857) |           | Propriétaire à Gyé                                                                                          |
|                                          |         |                                                    |           | |
| av.1882                                  |         | Eugène Côte                                        |           | Maire de Celles-sur-Ource                                                                                   |
|                                          |         |                                                    |           | |
| 1919                                     | 1940    | Eugène Gautherot                                   | Radical   | Viticulteur à Celles-sur-Ource                                                                              |
| 1919                                     | 1934    | Charles Planson                                    | Radical   | Maire de Plaines                                                                                            |
| 1934                                     | 1940    | Camille Morot                                      | Radical   | Ancien maire de Gyé-sur-Seine                                                                               |
| 1940                                     |         |                                                    |           | Les conseils d'arrondissement ont été suspendus par la loi du 12 octobre 1940 et n'ont jamais été réactivés |
| Les données manquantes sont à compléter. |         |                                                    |           | |

## Composition
Le canton de Mussy-sur-Seine regroupait huit communes et comptait 3 487 habitants, selon le recensement de 2009.
| Communes            | Population (2012) | Code postal | Code Insee |
| ------------------- | ----------------- | ----------- | ---------- |
| Celles-sur-Ource    | 441               | 10110       | 10070      |
| Courteron           | 122               | 10250       | 10111      |
| Gyé-sur-Seine       | 520               | 10250       | 10170      |
| Mussy-sur-Seine     | 1 185             | 10250       | 10261      |
| Neuville-sur-Seine  | 367               | 10250       | 10262      |
| Plaines-Saint-Lange | 321               | 10250       | 10288      |
| Polisot             | 331               | 10110       | 10295      |
| Polisy              | 191               | 10110       | 10296      |

## Démographie
| 1962  | 1968  | 1975  | 1982  | 1990  | 1999  | 2006  | 2011  | 2012  |
| ----- | ----- | ----- | ----- | ----- | ----- | ----- | ----- | ----- |
| 4 065 | 4 077 | 4 260 | 4 127 | 3 886 | 3 584 | 3 478 | 3 420 | 3 395 |